# (8608) Chelomey
(8608) Chelomey est un astéroïde de la ceinture principale.

## Description
(8608) Chelomey est un astéroïde de la ceinture principale. Il fut découvert le 16 décembre 1976 à Nauchnyj par Lioudmila Tchernykh. Il présente une orbite caractérisée par un demi-grand axe de 2,27 UA, une excentricité de 0,14 et une inclinaison de 11,1° par rapport à l'écliptique.

## Compléments